# Coelichneumon neotypus
Coelichneumon neotypus là một loài tò vò trong họ Ichneumonidae.